# آني كوتون
آني كوتون (بالإنجليزية: Annie Cotton)‏ (و. 1975  م) هي مغنية، وممثلة كندية، ولدت في لافال، شاركت في مسابقة الأغنية الأوروبية 1993.
.

## وصلات خارجية
- آني كوتون على موقع IMDb (الإنجليزية)
- آني كوتون على موقع قاعدة بيانات الفيلم (الإنجليزية)

- آني كوتون في قاعدة بيانات الأفلام على الإنترنت